# 1819 în literatură
Anul 1819 în literatură a implicat o serie de evenimente și cărți noi semnificative.  

## Cărți noi
- Edward Ball - The Black Robber
- Ann Hatton - The Oath of Vengeance
- Washington Irving - The Sketch Book of Geoffrey Crayon
- John William Polidori - The Vampyre
- Sir Walter Scott
  - The Bride of Lammermoor
  - Ivanhoe
  - A Legend of Montrose